# Khal Nayak

Khal Nayak est un film de Bollywood réalisé par Subhash Ghai et sorti en 1993. C'est le plus gros succès du cinéma indien de l'année.
Le film est surtout marqué par la prestation de Madhuri Dixit et la chanson « scandaleuse » Choli Ke Peeche (Que cache le corsage ?) chantée par Alka Yagnik et Ila Arun et la séquence dansée qui l'accompagne. Cette chanson valut à ses interprètes le prix de meilleure(s) chanteuse(s) aux Filmfare Awards 1994.
Le film a aussi fait scandale quand son acteur principal, Sanjay Dutt, a été accusé d'avoir participé aux attentats de Bombay de mars 1993.

## Synopsis
Ballu (Sanjay Dutt), est un audacieux séduisant criminel recherché pour une multitude de crimes. L'inspecteur Ram (Jackie Shroff) réussit à l'arrêter après le meurtre d'un politicien, mais Ballu lui échappe immédiatement. Pour l'aider à restaurer sa réputation, sa fiancée Ganga (Madhuri Dixit) décide de passer incognito du côté de Ballu. La situation se complique, lorsque celui-ci tombe amoureux d'elle, sentiment au moins en partie partagé, et finit par la démasquer. À mesure que le film progresse, Ballu reprend contact avec ses anciens complices et une série de flash-back révèle comment ceux-ci l'ont entraîné dans une vie criminelle en faisant le malheur de sa famille.

## Fiche technique
- Scénariste : Subhash Ghai
- Réalisateur : Subhash Ghai
- Producteur : Mukta Arts
- Musique : Laxmikant-Pyarelal
- Date de sortie : 6 août 1993
- Langue : hindi
- Durée : 190 minutes

## Distribution
- Sanjay Dutt : Balaram "Ballu" Rakesh Prasad
- Jackie Shroff : Inspecteur Ram Sinha
- Madhuri Dixit : Gangotri "Ganga" Aisha Devi
- Anupam Kher : Ishwar Girdhar Pandey
- Rakhee Gulzar : Aarti Prasad
- Ramya Krishnan : Sophia Sulochana
- Pramod Muthu : Roshan "Roshi" Mahanta
- Sushmita Mukherjee : Mme Pandey
- A. K. Hangal : Shaukat Bhai
- Neena Gupta : Champa Didi
- Mangal Dhillon : Iqbal
- Ali Asghar : Munna